# Municipio de Howard (Ohio)
El municipio de Howard (en inglés: Howard Township) es un municipio ubicado en el condado de Knox en el estado estadounidense de Ohio. En el año 2010 tenía una población de 5617 habitantes y una densidad poblacional de 92,48 personas por km².

## Geografía
El municipio de Howard se encuentra ubicado en las coordenadas 40°25′11″N 82°19′48″O / 40.41972, -82.33000. Según la Oficina del Censo de los Estados Unidos, el municipio tiene una superficie total de 60.74 km², de la cual 58.4 km² corresponden a tierra firme y (3.85%) 2.34 km² es agua.

## Demografía
Según el censo de 2010, había 5617 personas residiendo en el municipio de Howard. La densidad de población era de 92,48 hab./km². De los 5617 habitantes, el municipio de Howard estaba compuesto por el 97.01% blancos, el 0.98% eran afroamericanos, el 0.28% eran amerindios, el 0.5% eran asiáticos, el 0.02% eran isleños del Pacífico, el 0.37% eran de otras razas y el 0.84% pertenecían a dos o más razas. Del total de la población el 1.25% eran hispanos o latinos de cualquier raza.